# Château de Sully-sur-Loire
Ne doit pas être confondu avec Château de Sully.
Pour les articles homonymes, voir Sully.
Le château de Sully-sur-Loire est un château français situé au bord de la Loire, dans la commune française de Sully-sur-Loire, le département du Loiret et la région Centre-Val de Loire.
Le monument accueille environ 60 000 visiteurs par an.

## Localisation
Le château est situé dans le centre de Sully-sur-Loire, dans le département français du Loiret. Le château a été bâti sur la rive gauche de la Loire, à proximité du pont, à l’angle du chemin de la Salle verte, de l’avenue de Béthune et de la promenade des douves. L’eau qui l'entoure est issue de la Sange.

## Historique

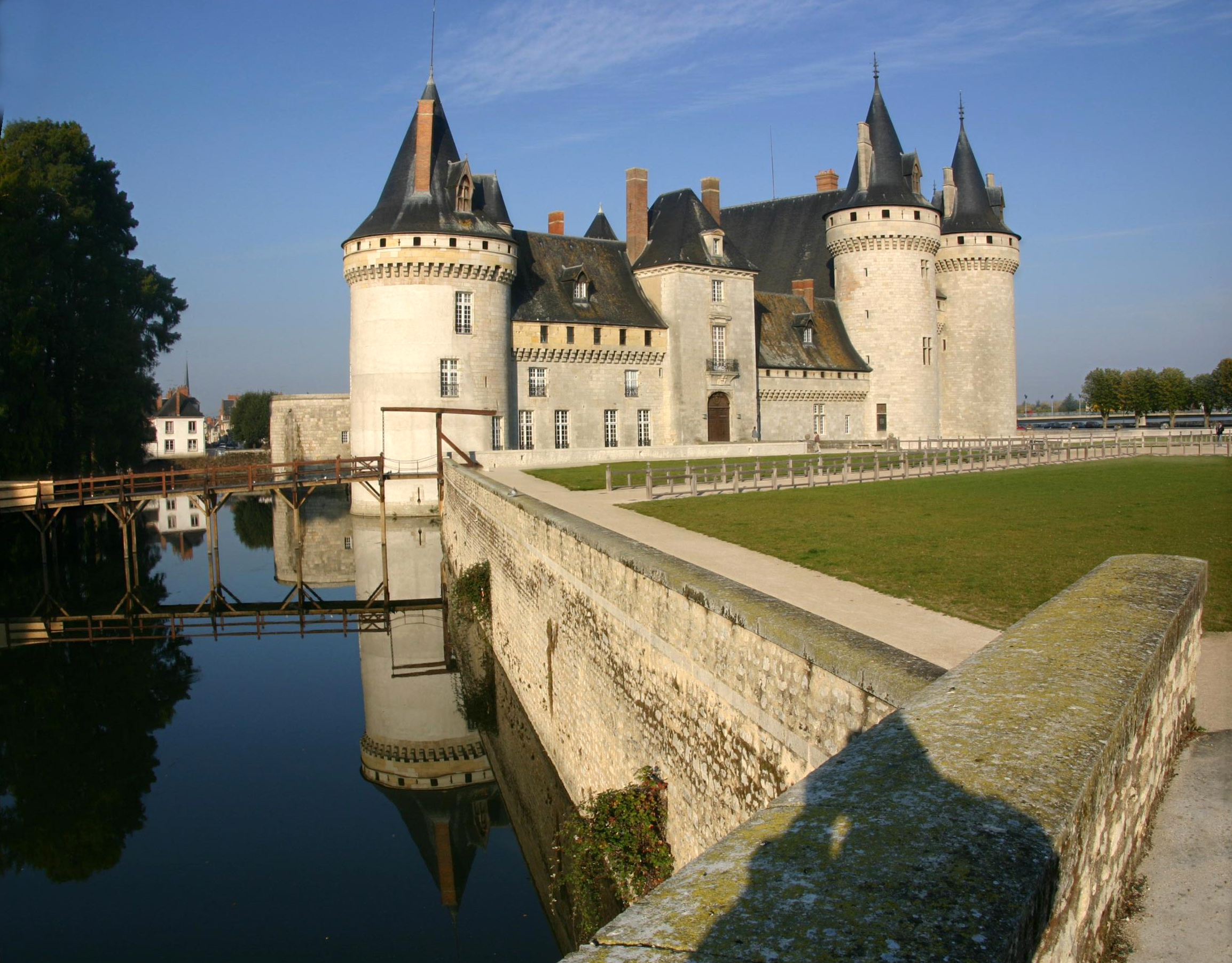
Château de Sully-sur-Loire, 2008.

Le château mentionné dès 1102 contrôlait un pont sur la Loire qui a disparu dès le XIVe siècle. Il n’a appartenu au cours des siècles qu’à trois familles : les premiers seigneurs de Sully et leurs descendants de la famille de La Trémoille, puis la famille de Béthune.
En 1218, Philippe Auguste fit bâtir une tour maîtresse (donjon).
En 1396, Gui VI de La Trémoille et Marie de Sully lancent la construction du château actuel, Raymond du Temple (architecte du roi et du duc d’Orléans) en dresse les plans.
En 1524, un bâtiment est ajouté au sud-est de l’édifice.
Georges Ier de La Trémoille, né en 1384 et mort le 6 mai 1446 au château de Sully-sur-Loire, fut comte de Guînes de 1398 à 1446, comte de Boulogne et d'Auvergne, comte baron et seigneur de Sully, Craon, et de la Trémoille, de Saint-Hermine, de l'Isle-Bouchard, grand chambellan de France (1428).
En 1602 Maximilien de Béthune entre en possession du château en achetant à Claude de La Trémoille la baronnie de Sully-sur-Loire qui est érigée en sa faveur en duché-pairie en 1606, faisant du futur grand Sully le premier duc du nom. Entre 1602 et 1607, ce dernier transforme le château à son usage, édifiant également un parc.
Le jeune Louis XIV se réfugie au château, en mars 1652, lors de la Fronde des princes.
En 1715, le château accueille Voltaire exilé par le Régent.
Au milieu du XVIIIe siècle, un bâtiment est construit au nord du corps d’entrée.
Le château subit un incendie en 1918 et les bombardements de juin 1940 et d’août 1944 durant la Seconde Guerre mondiale.
De 1935 à 1939, l'Association Sully, mouvement royaliste protestant, y organise un pèlerinage annuel.
Lors d'une vente mobilière en 1942, l'État se porta acquéreur de trois tapisseries de Paris ou des Flandres du début du XVIIe siècle, qui sont conservées dans l'ex-hôtel de Béthune-Sully à Paris, actuel siège du Centre des Monuments Nationaux.
Le château est resté dans la famille du 1er duc de Sully jusqu’en 1962, année à laquelle le conseil général du Loiret l’acquiert et le restaure.

## Description

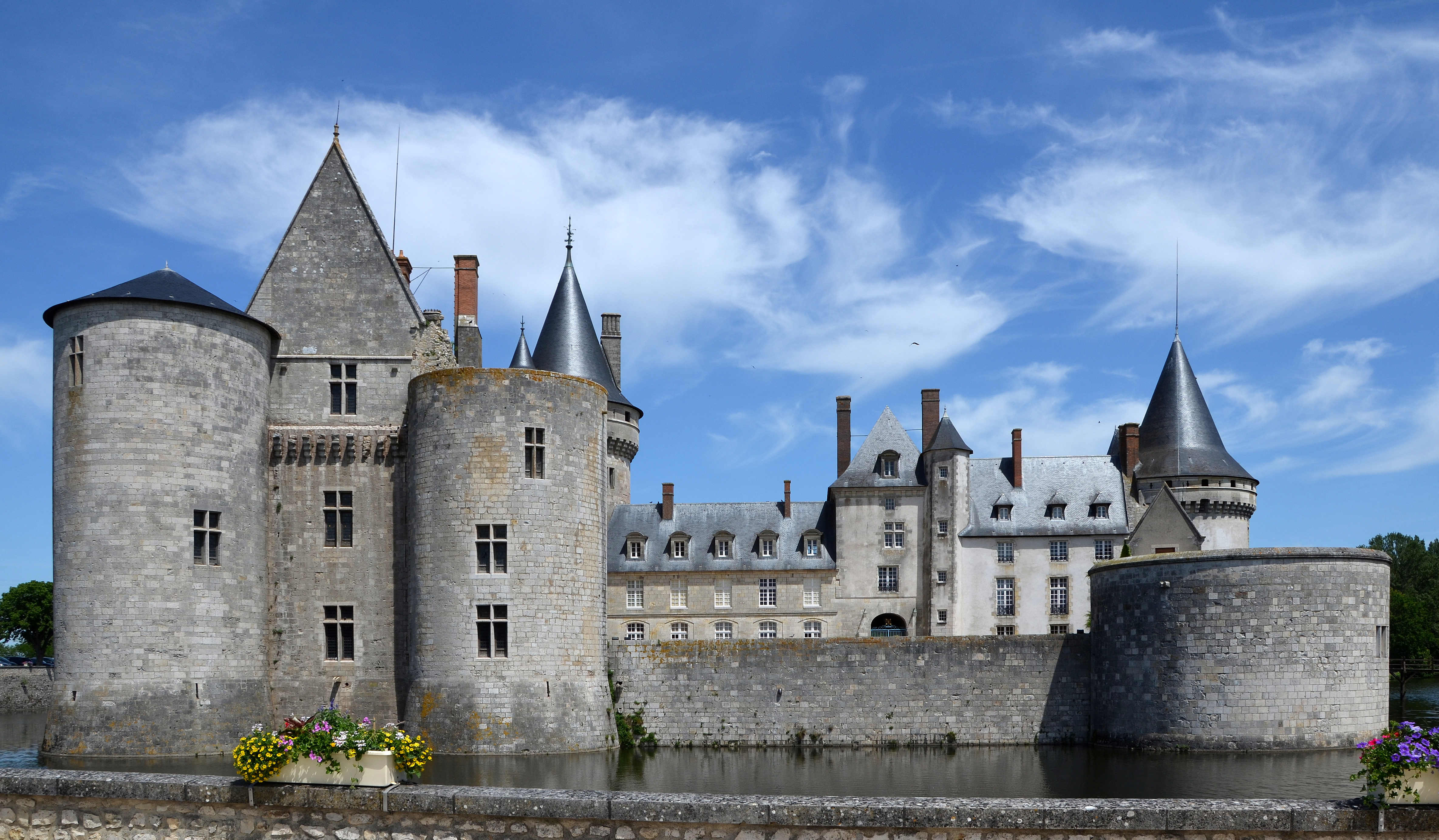
Le château et ses douves.

Le château est entouré de douves encore en eau et comprend deux parties distinctes : le donjon et le petit château. Il est bâti au confluent de la Loire et de la Sange.
Le « donjon », bâtiment rectangulaire cantonné de quatre tours circulaires, et doté d’une porte à deux tours vers le sud, correspond à la campagne de Guy de la Trémoille. L’intérieur a été profondément réaménagé par Maximilien de Béthune. À noter au premier étage, la grande salle avec ses portes en bois du XVIIe siècle, la peinture du château de Rosny-sur-Seine sur le manteau de la cheminée, enfin la porte de fer donnant accès au « cabinet » de Sully. La charpente sous comble est un remarquable ouvrage du XIVe siècle en berceau brisé. Le donjon de Sully offre un cas remarquable de logis à tours circulaires de la fin du XIVe siècle ; entièrement consacré à l’apparat, il est doublé par un logis privé de même structure interne, mais bien plus intime, donnant la mesure de la dichotomie entre le public et le privé dans les grandes cours princières.

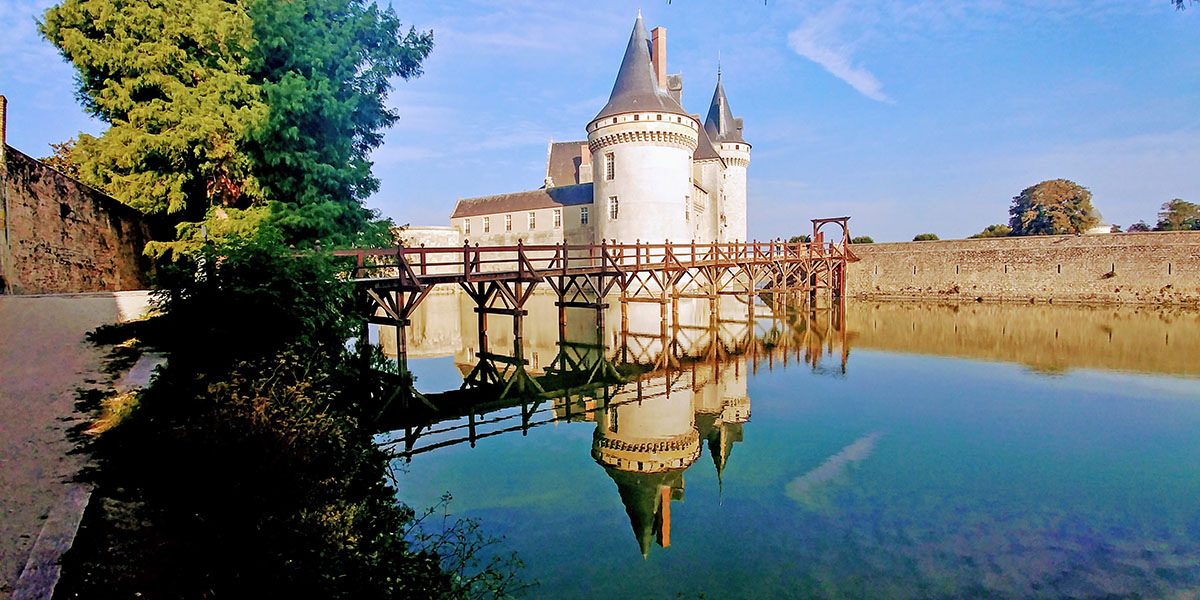
Le Château avec ses douves.

Le « petit château » ferme la cour au sud du donjon. Il comprend un logis et deux tours, dont une celle du sud-est, a été construite au milieu du XVe siècle sur une tour plus ancienne, alors que l’autre est la tour carré comprenant le portail d'entrée. Le logis, construit dans la première moitié du XVe siècle, fut à partir du XVIe siècle, la résidence habituelle des seigneurs de Sully. Les intérieurs ont été réaménagés (décor et mobilier) à la fin du XIXe siècle. Le corps qui joint le petit château au donjon a été rajouté au XVIIIe siècle, et refait après l’incendie de 1918. En 2007, des travaux importants avec l'ouverture des Appartements de Psyché et un effort de remeublement ont été entrepris de concert avec les dépôts du Mobilier National et du Centre des Monuments Nationaux.
La « basse-cour », à l’est, aujourd’hui nue, contenait autrefois le donjon bâti par Philippe Auguste peu avant 1219, à l’occasion d’une confiscation de la seigneurie, ainsi que l’église-collégiale Saint-Ythier, transférée par M. de Béthune à l’intérieur de la ville.

### Plans du Château

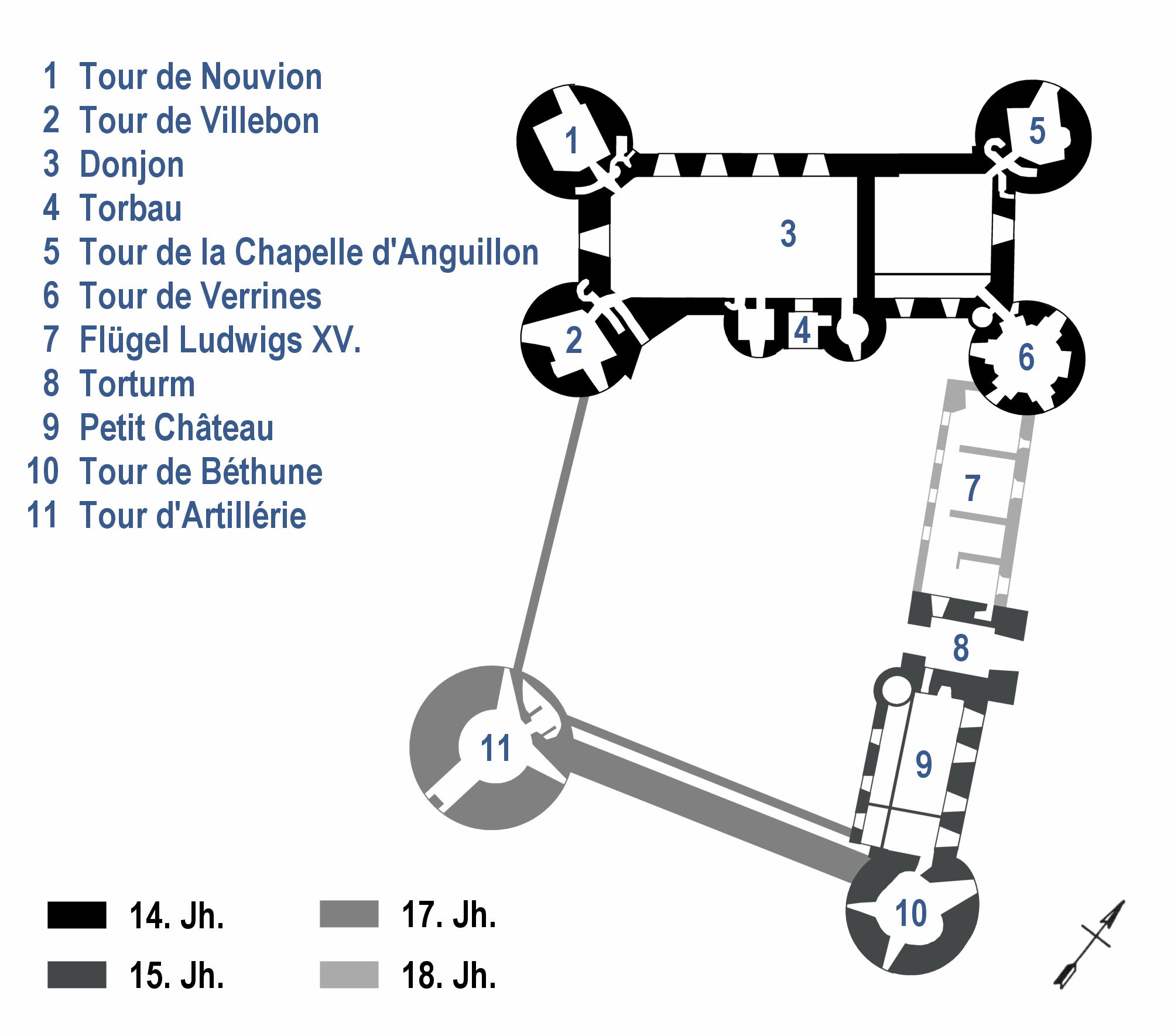
Plan du château de Sully-sur-Loire, 2007.
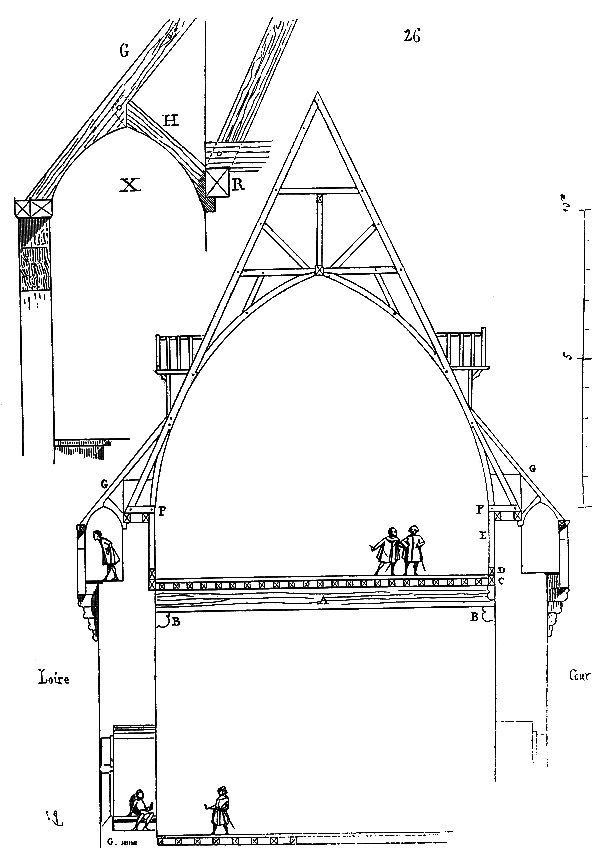
Charpente du Château, 2013.
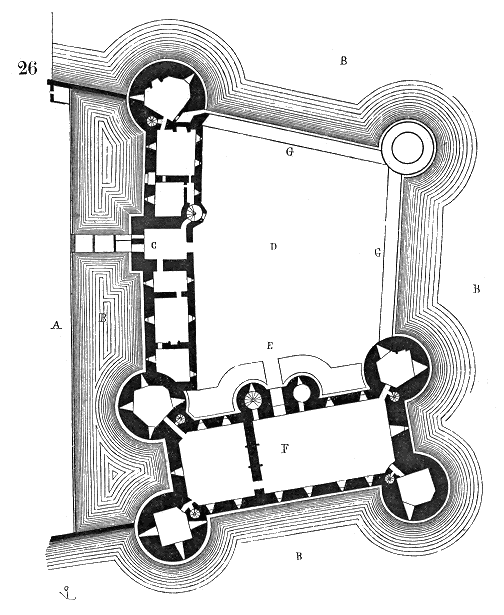
Plan du Château, 2015.

### Galerie
- Intérieur du château

"Intérieur
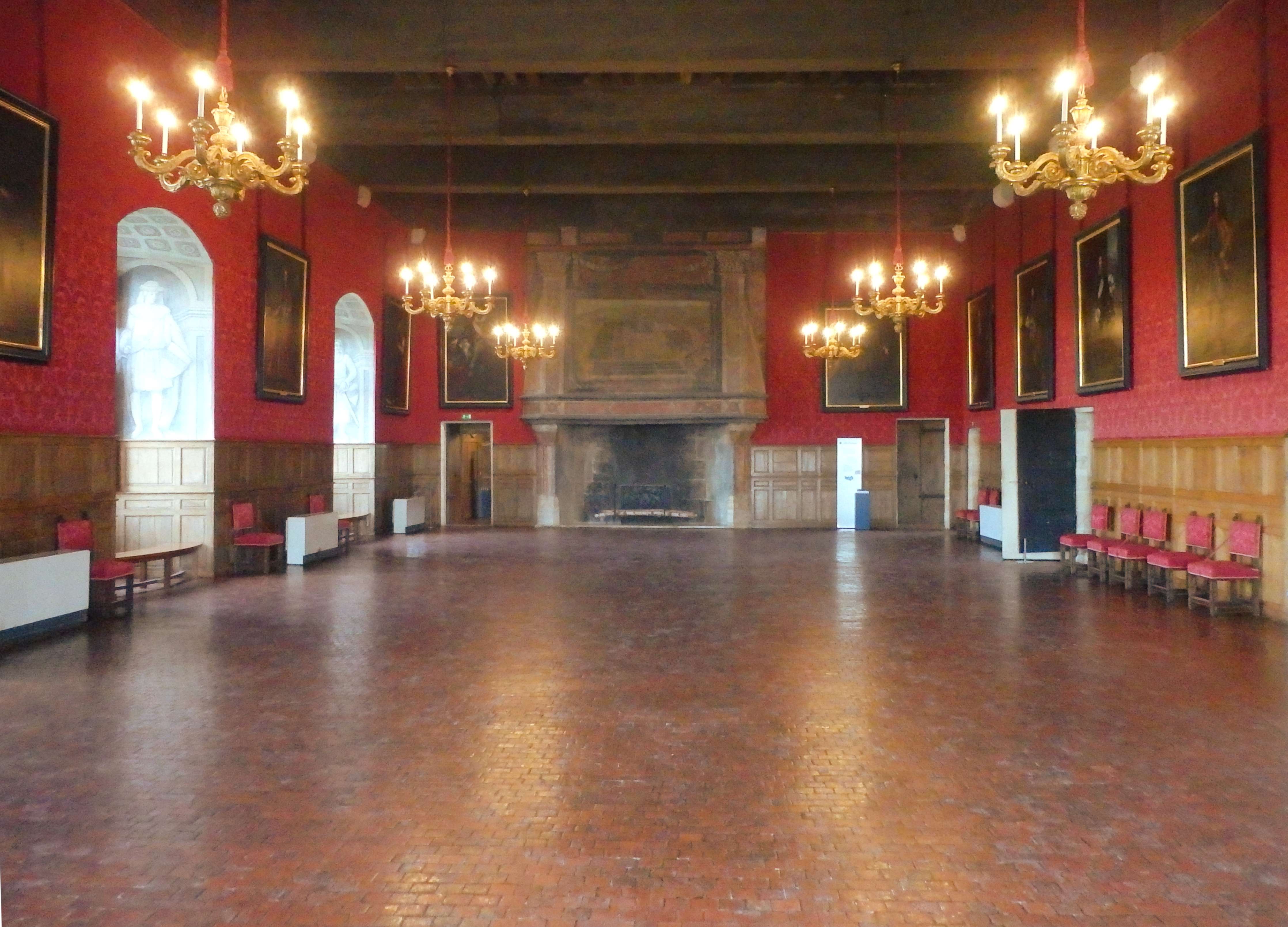
Salle d'Honneur, donjon du château.
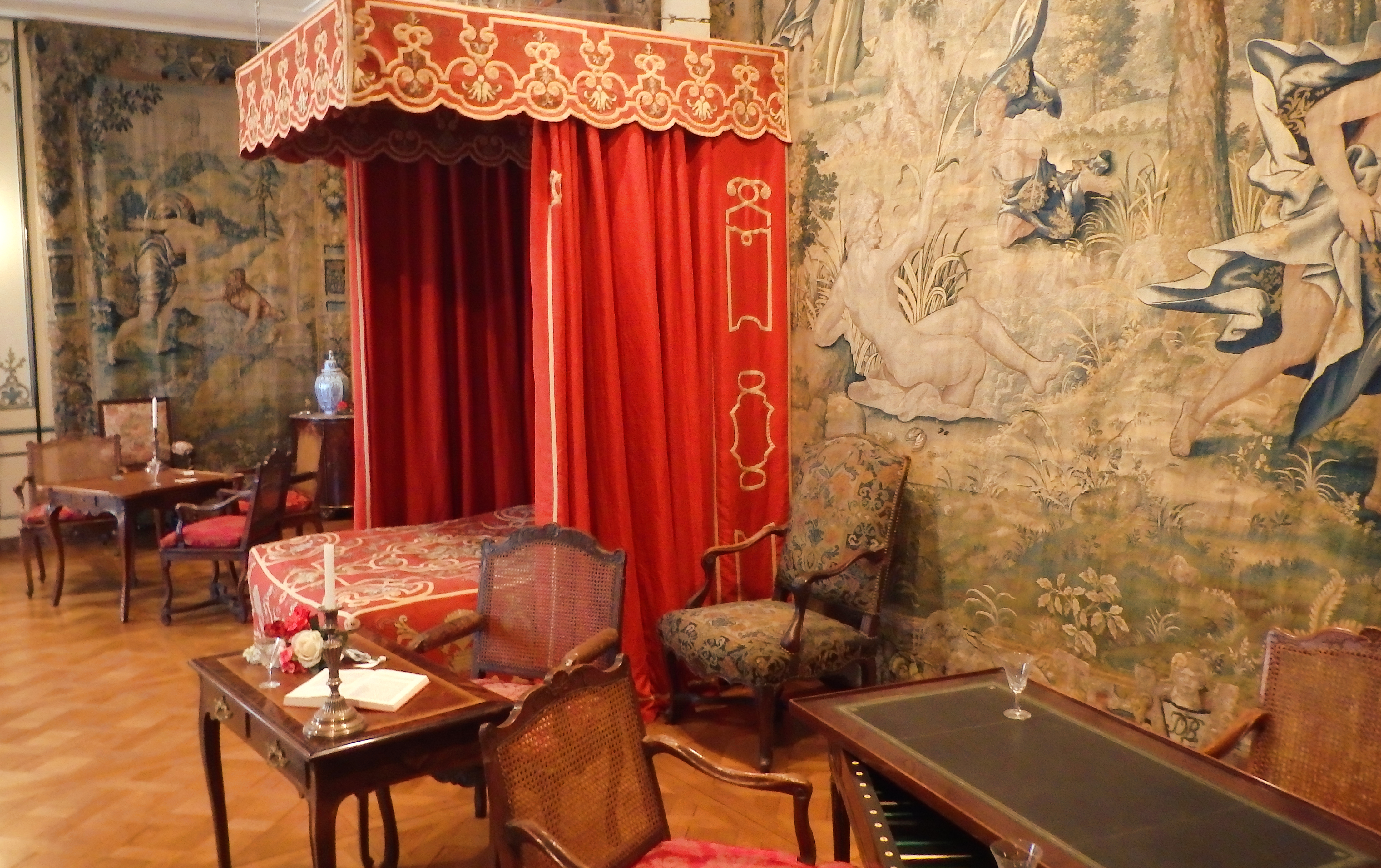
Chambre de Psyché, avec la Tapisserie de Psyché, XVIIe siècle[5].
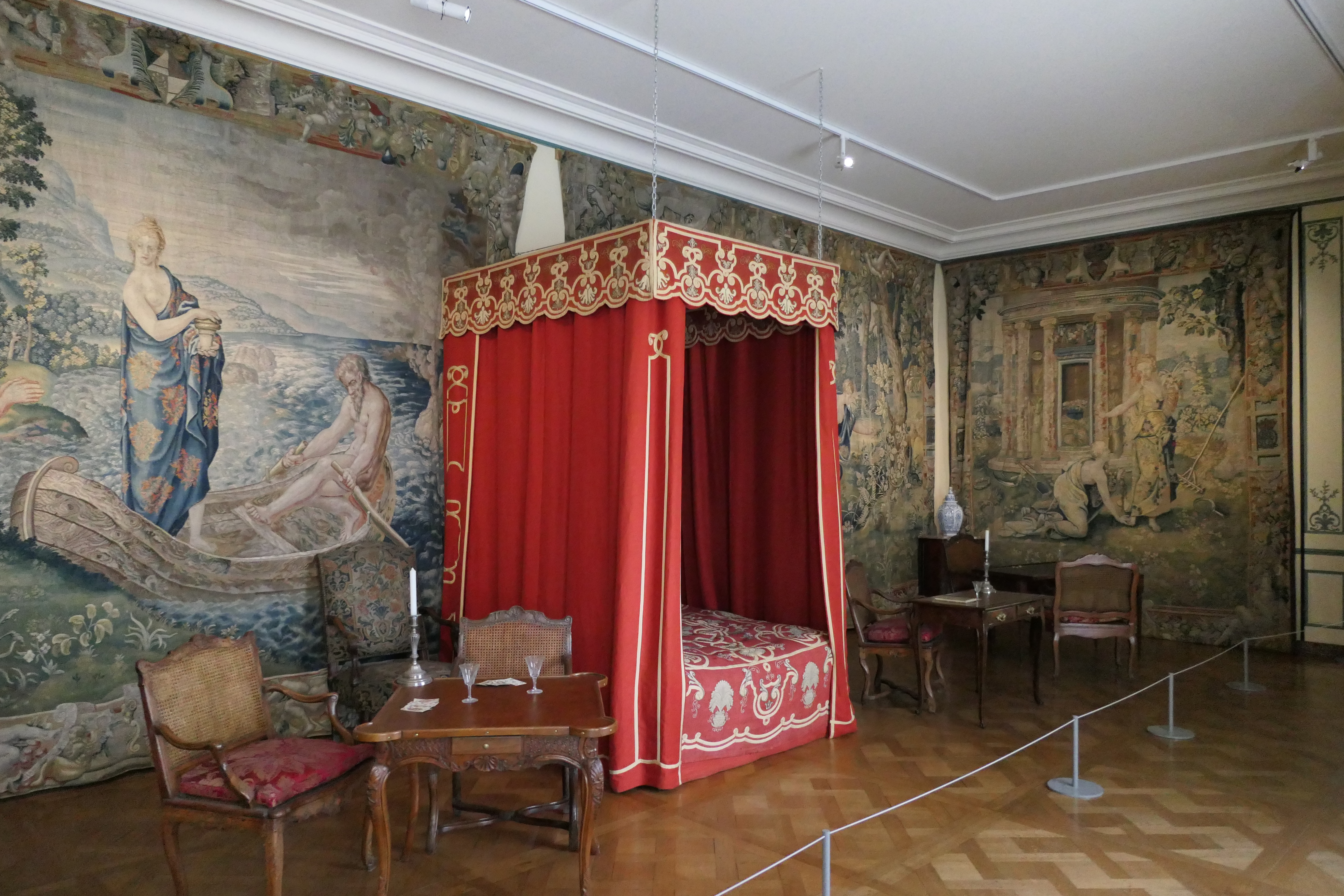
Chambre de Psyché.
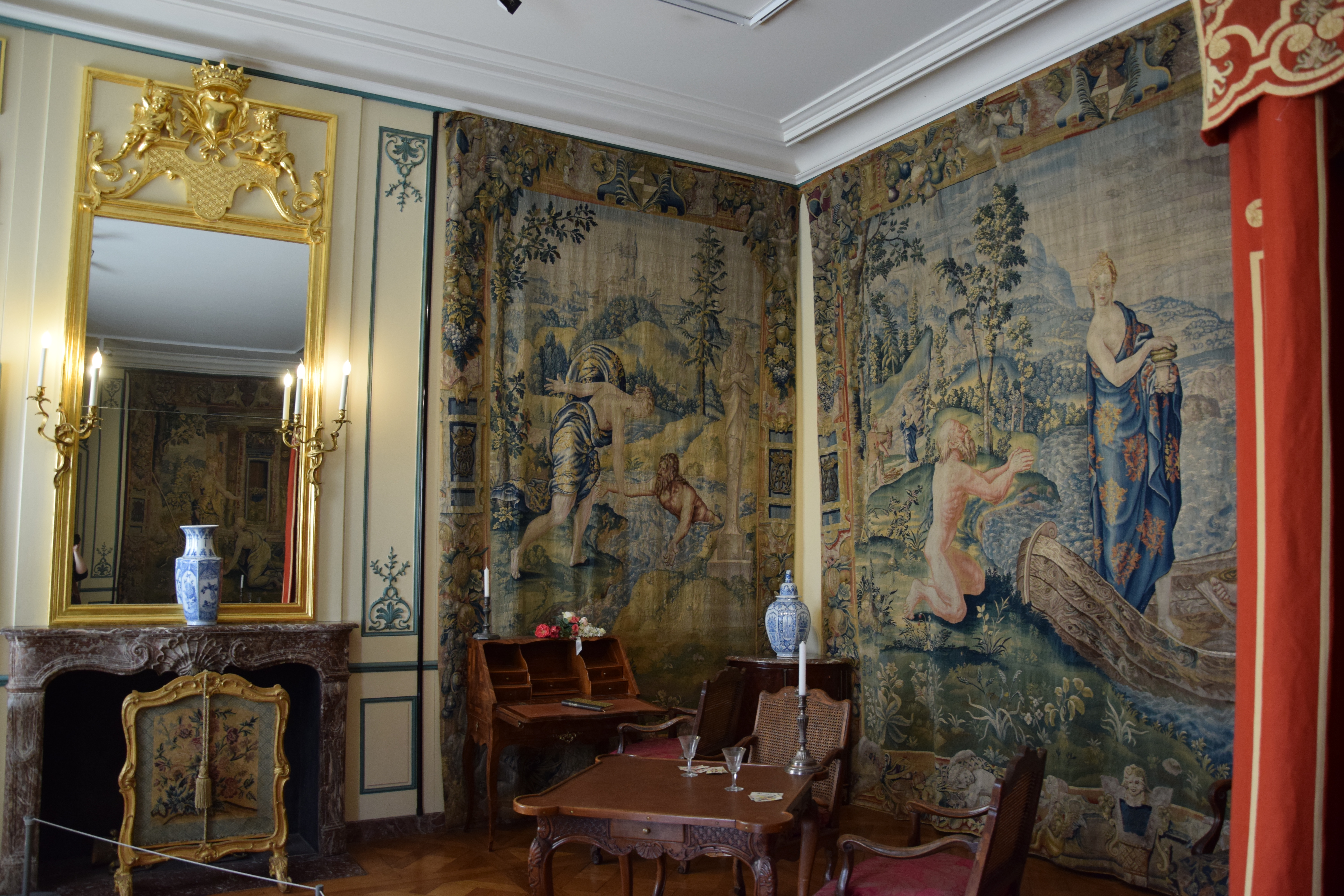
Chambre de Psyché (détails).
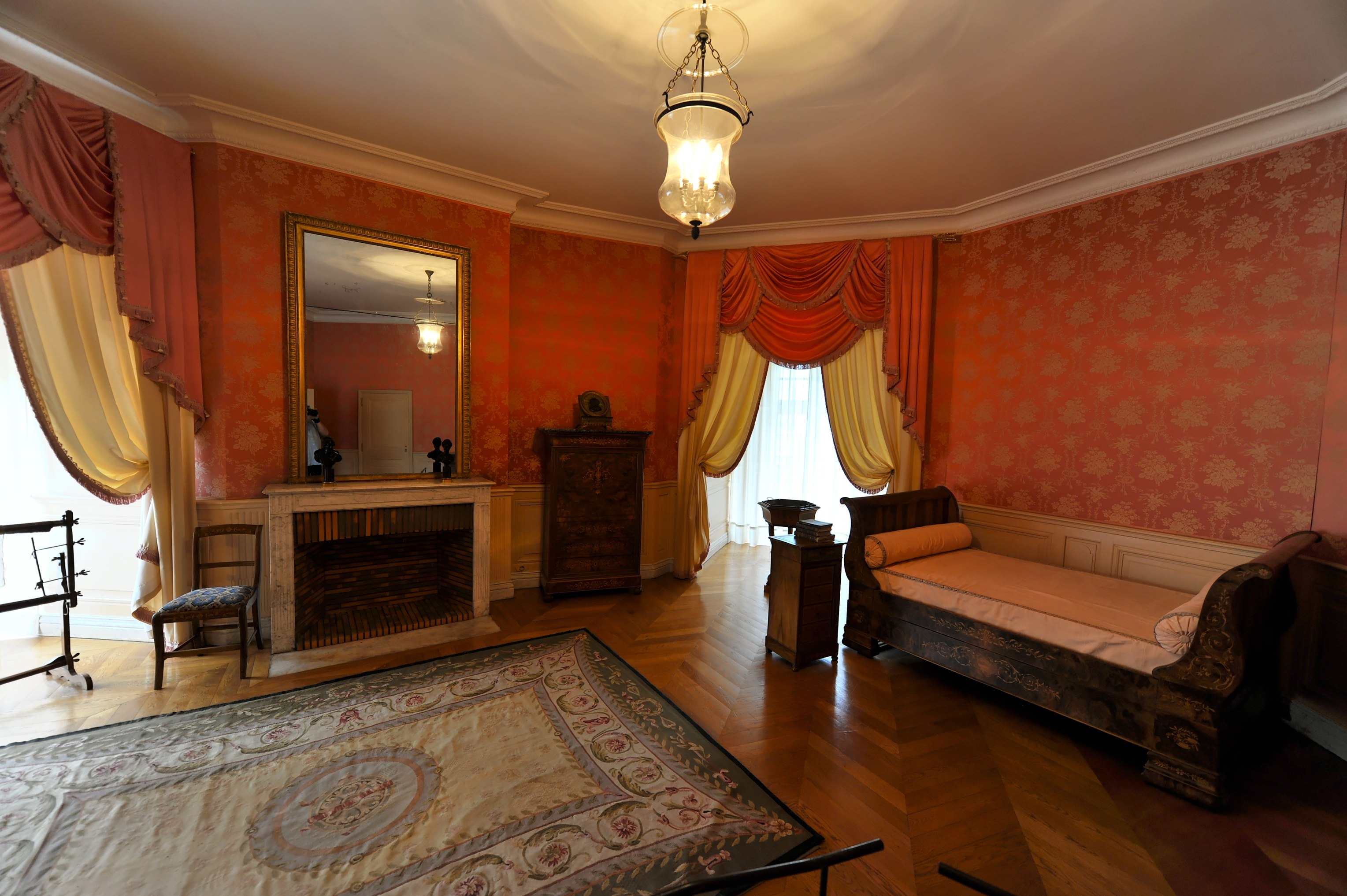
Chambre à coucher avec cheminée meublée d'un lit de travers à deux dossiers incurvés.
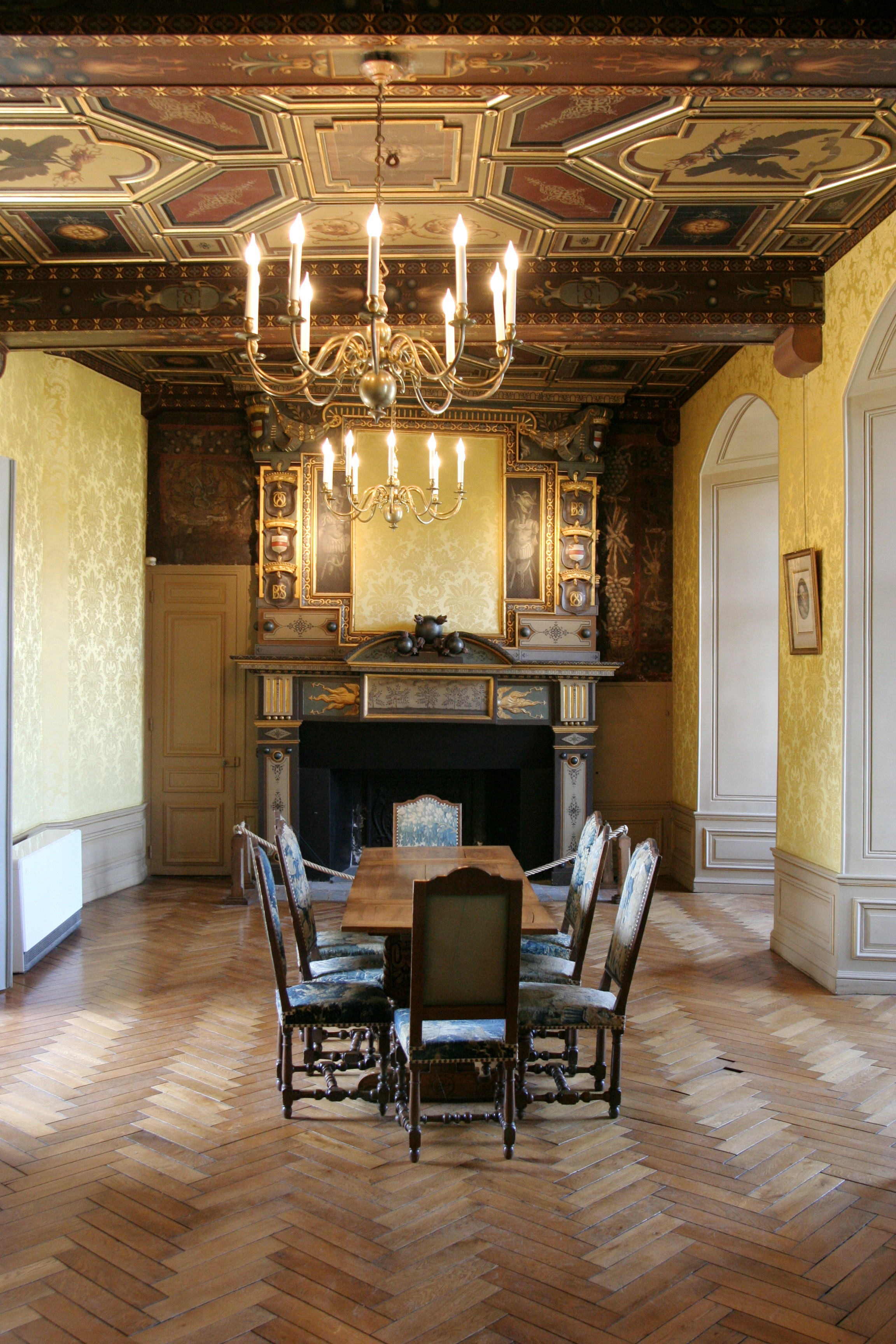
Château de Sully, salle à manger jaune.
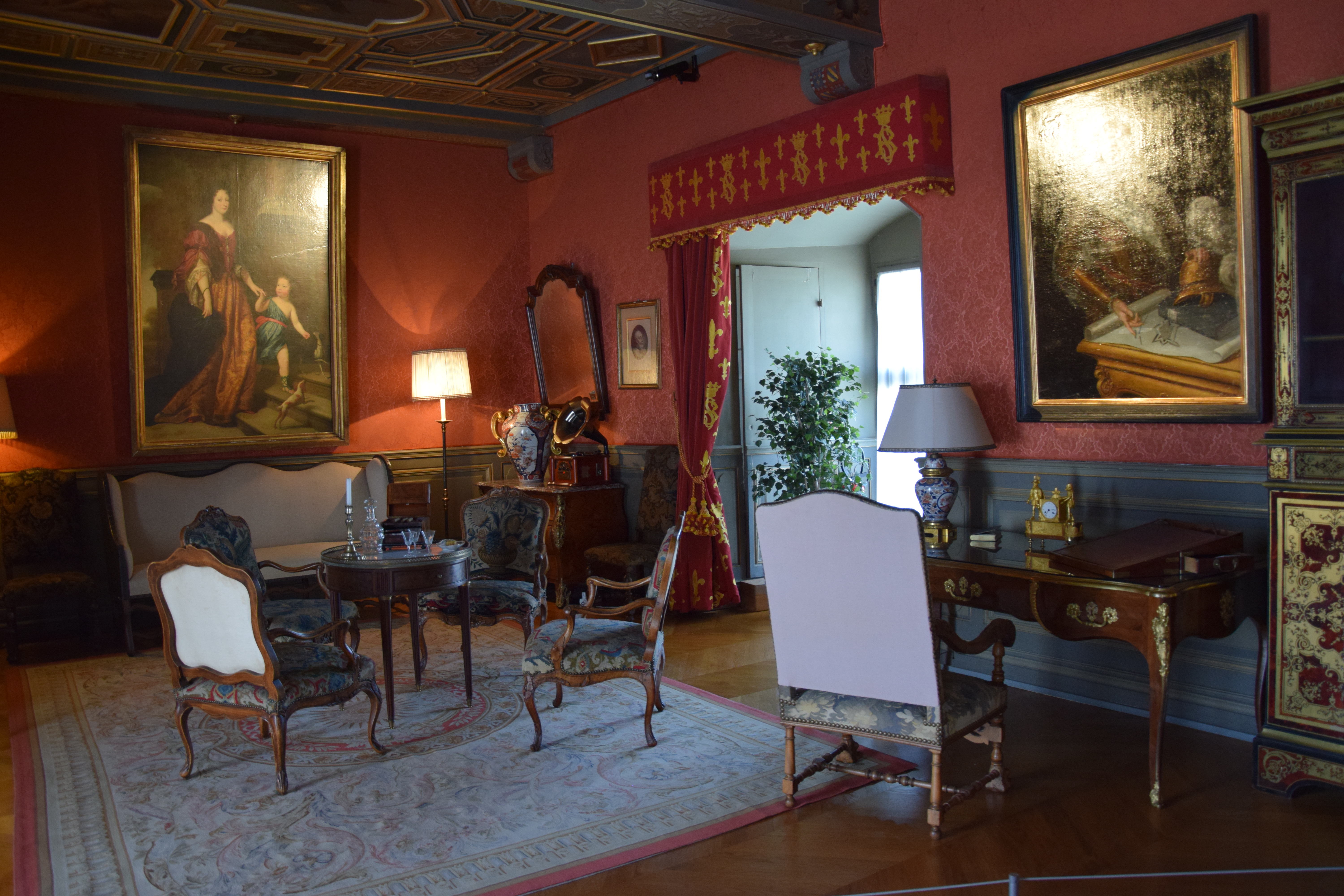
Château de Sully, grand salon.
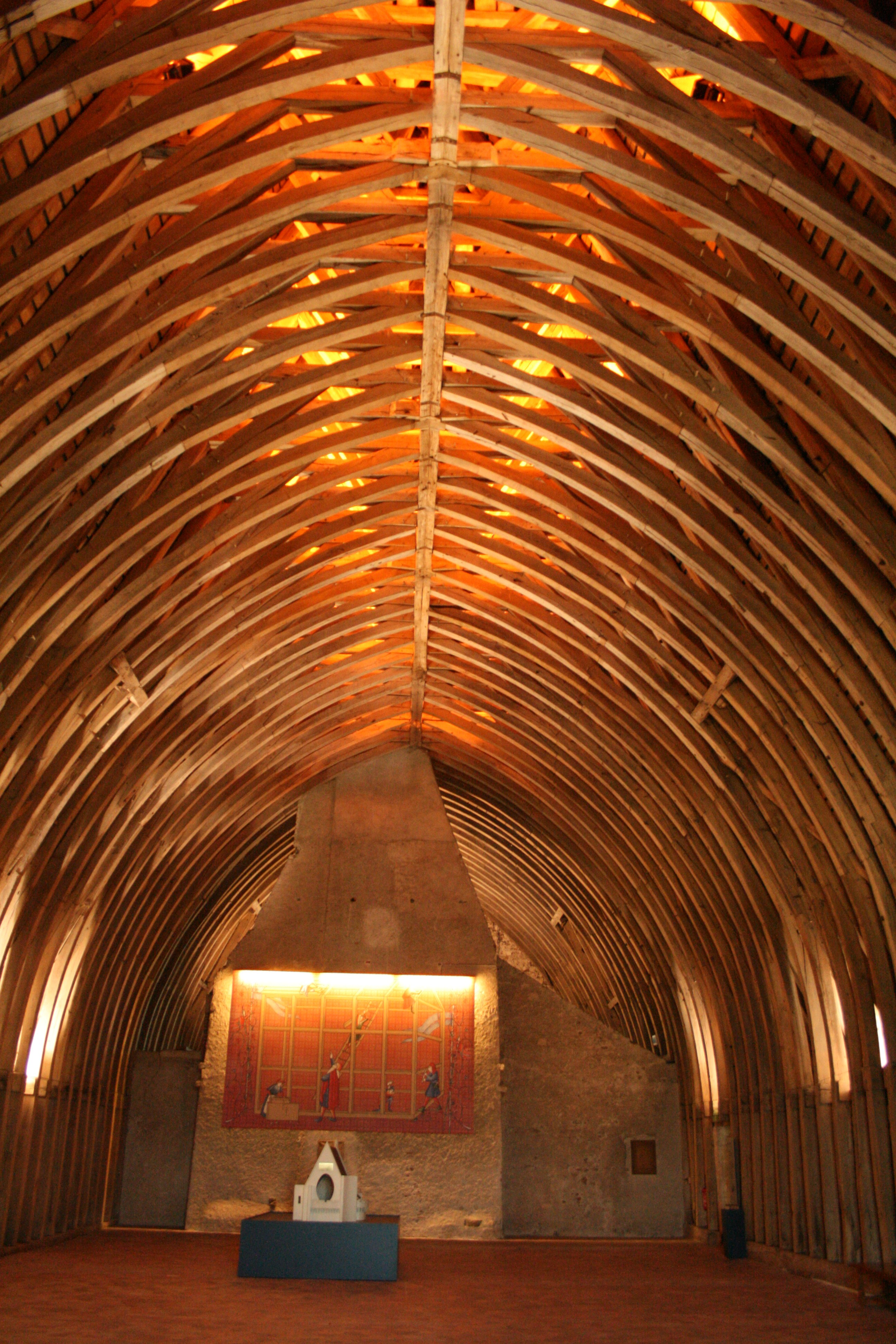
Charpente du donjon médiéval du château de Sully-sur-Loire.
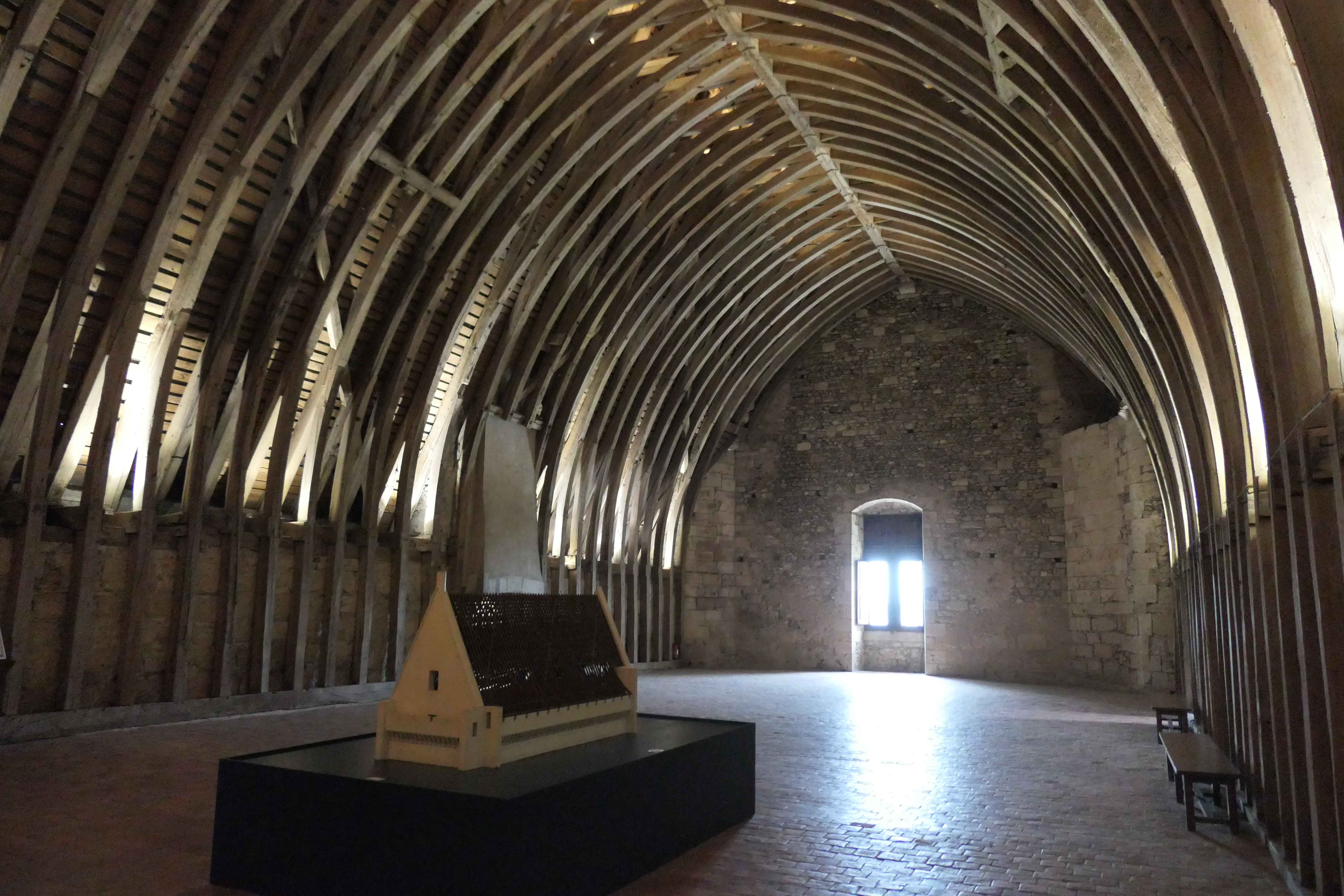
Château de Sully, salle de garnison.

## Parc et jardins
Du parc, il reste aujourd’hui la vaste surface, entourée par les canaux que M. de Béthune fit aménager pour mettre le site à l’abri des crues de la Loire.

## Protection
Le château est classé en 1928 aux monuments historiques ; son parc et ses dépendances sont inscrits en 1944. Il est ouvert au public à partir de 1933.
Il délimite la partie est de la vallée de la Loire qui est classée au patrimoine mondial par l’UNESCO en 2000.
Le château est aussi labellisé « Maison des Illustres ».

## Divers
Le château accueille, chaque année en mai et juin depuis 1973, un festival international de musique classique et contemporaine, le festival de Sully et du Loiret.
Un timbre postal, d’une valeur de 0,45 franc français, représentant le château a été émis le 9 novembre 1961.

## Fréquentation
Le château a accueilli 63 138 visiteurs en 2015 ce qui en fait le château le plus visité du département.
Données relatives aux fréquentations dans les châteaux
|                            | 2007   | 2008    | 2009    | 2010    | 2011    | 2012    | 2013    | 2014            | 2015    |
| -------------------------- | ------ | ------- | ------- | ------- | ------- | ------- | ------- | --------------- | ------- |
| Château de Sully-sur-Loire | 44 991 | 53 299  | 55 145  | 60 935  | 60 051  | 52 511  | 53 321  | en diminution   | 63 138  |
| Loiret                     | ?      | 221 000 | 219 100 | 236 150 | 235 300 | 248 550 | 259 150 | en augmentation | 345 300 |

#### Ouvrages
- Benjamin Fendler, Sully-sur-Loire : le premier château de la Loire, Paris, Palais, 2014, 56 p. (ISBN 979-10-90119-31-4, OCLC 887695874).
- Christian Cardoux, Le château de Sully-sur-Loire : un millénaire d'histoire, Rennes, Ouest France, coll. « Patrimoine », 2000, 31 p. (ISBN 978-2-7373-2758-2, OCLC 468220926).
- Corinne Hereau, Étude architecturale du château de Sully-sur-Loire à la fin du XIVe siècle : mémoire de maîtrise sous la dir. de A. Prache, Paris, Université de Paris-Sorbonne IV, 1992 (OCLC 491857817).
- Jean Mesqui, « Histoire monumentale de la ville et du château de Sully-sur-Loire », dans B. Barbiche, Fr. Bercé, M. Cornède, J. Mesqui, Chr. Poitou et Is. Reille, Histoire de Sully-sur-Loire, Roanne, Horvath, 1986, 176 p. (ISBN 2-7171-0436-4 et 978-2-7171-0436-3, OCLC 418804934, lire en ligne), p. 103–163.
- Marie-Madeleine Martin, Histoire inédite du château de Sully-sur-Loire, Éditions de l'Étoile, 1973, 77 p. (OCLC 616993827).
- Louis Martin, Le château de Sully-sur-Loire, Sully-sur-Loire, Chateau de Sully, 1970 (OCLC 630449073).
- Jules Saget, Jean de Sully, Le Château de Sully-sur-Loire est à vendre et est vendu : comptes rendus d'audiences. Recueil de textes, pour la plupart de Louis Martin, extraits du Journal de Gien, 1957-1962., J. de Sully, 1962 (OCLC 419640459).
- Collectif, Mobilier du Château de Sully, tableaux anciens, bronzes et fers forgés, glaces, sièges et meubles des XVIe, XVIIe et XVIIIe siècles, mobilier de salon d'époque Régence, tapisseries anciennes : Date de vente : 25 février 1942, Paris, Hôtel Drouot, 1942, 14 p. (OCLC 226913267, lire en ligne).
- Louis Martin, Le tombeau de Sully au château de Sully-sur-Loire, Sully-sur-Loire, G. Boutroux, 1935, 32 p. (OCLC 459335669).
- Jean-Baptiste-Théophile-Maximilien Boullet, Sully : son château, son ancienne baronnie et ses seigneurs, Paris, Le Livre d'histoire. Res Universis. Herluison, coll. « Monographies des villes et villages de France », 1869 (réimpr. 2007), 94 p. (ISBN 978-2-7586-0103-6, OCLC 644831575)
- Jules Loiseleur, Sully-sur-Loire, monographie du château, Paris, Le Livre d'histoire. Res Universis, coll. « Monographies des villes et villages de France », 1868 (réimpr. 1993), 134 p. (ISBN 978-2-7428-0026-1, OCLC 644831575)

#### Articles
- Pierre-André Lablaude, « Le château de Sully-sur-Loire », Études ligériennes d'histoire et d'archéologie médiévales,‎ 1975 (OCLC 888388643).
- Jules Loiseleur, « Monographie du château de Sully-sur-Loire », Mémoires de la société d'agriculture, sciences, belles-lettres et arts d'Orléans, vol. 11,‎ 1868, p. 82 (lire en ligne).
- Jules Loiseleur, « Voltaire au château de Sully », Revue contemporaine, Paris, 2e série, t. LIV,‎ xv (lire en ligne).